# Bahnhof Hagen-Vorhalle

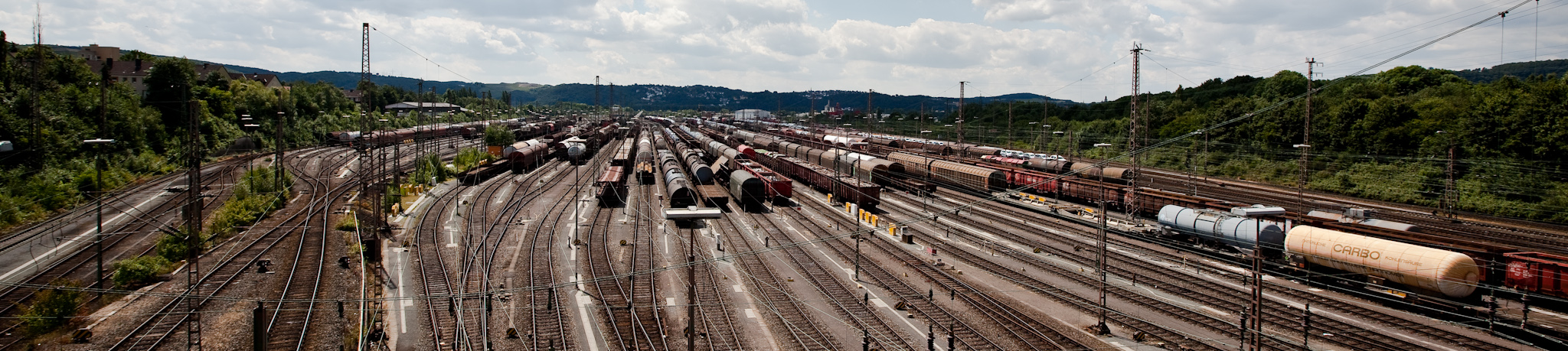
Rangierbahnhof in Vorhalle

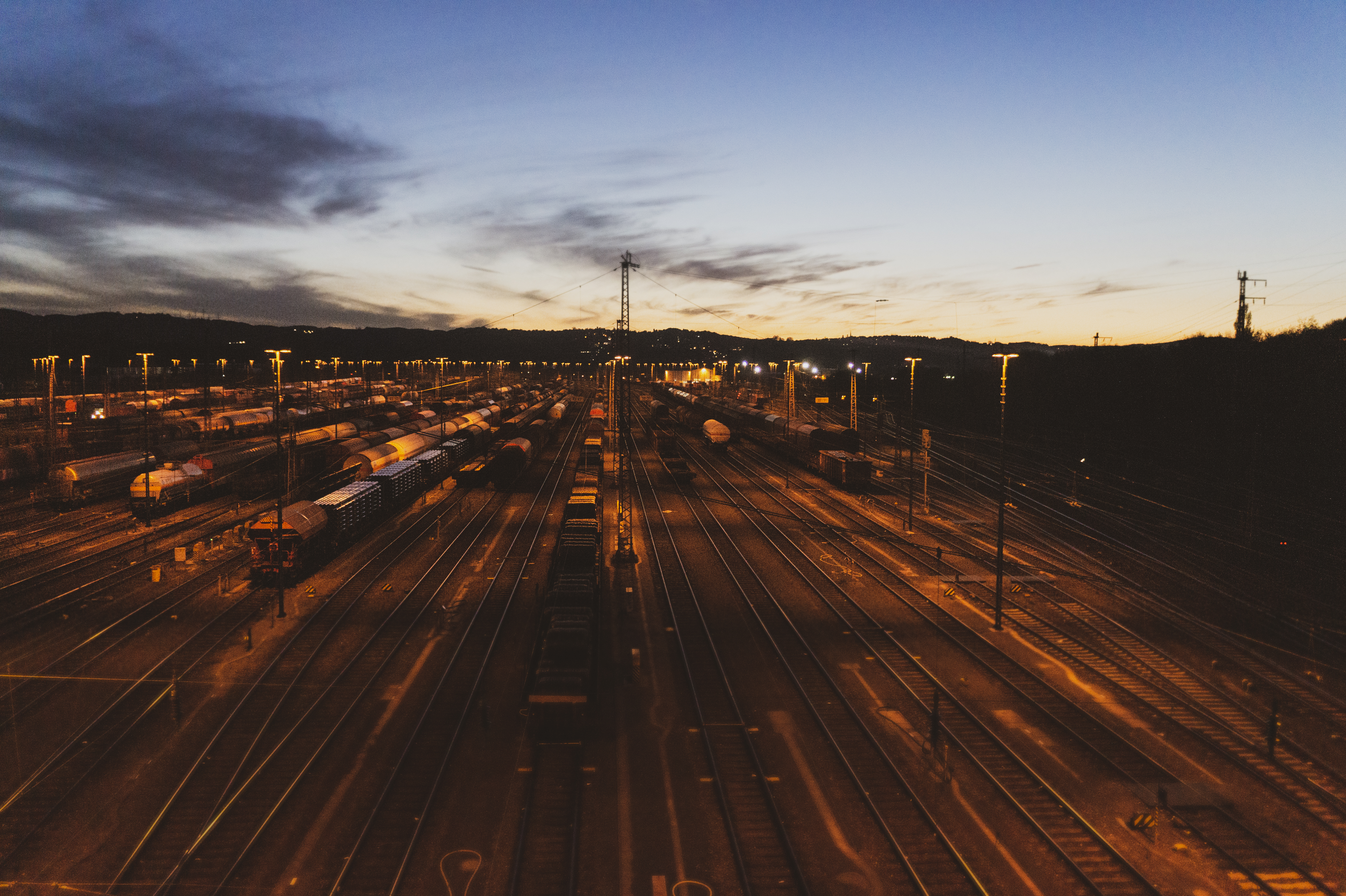
Rangierbahnhof in Vorhalle

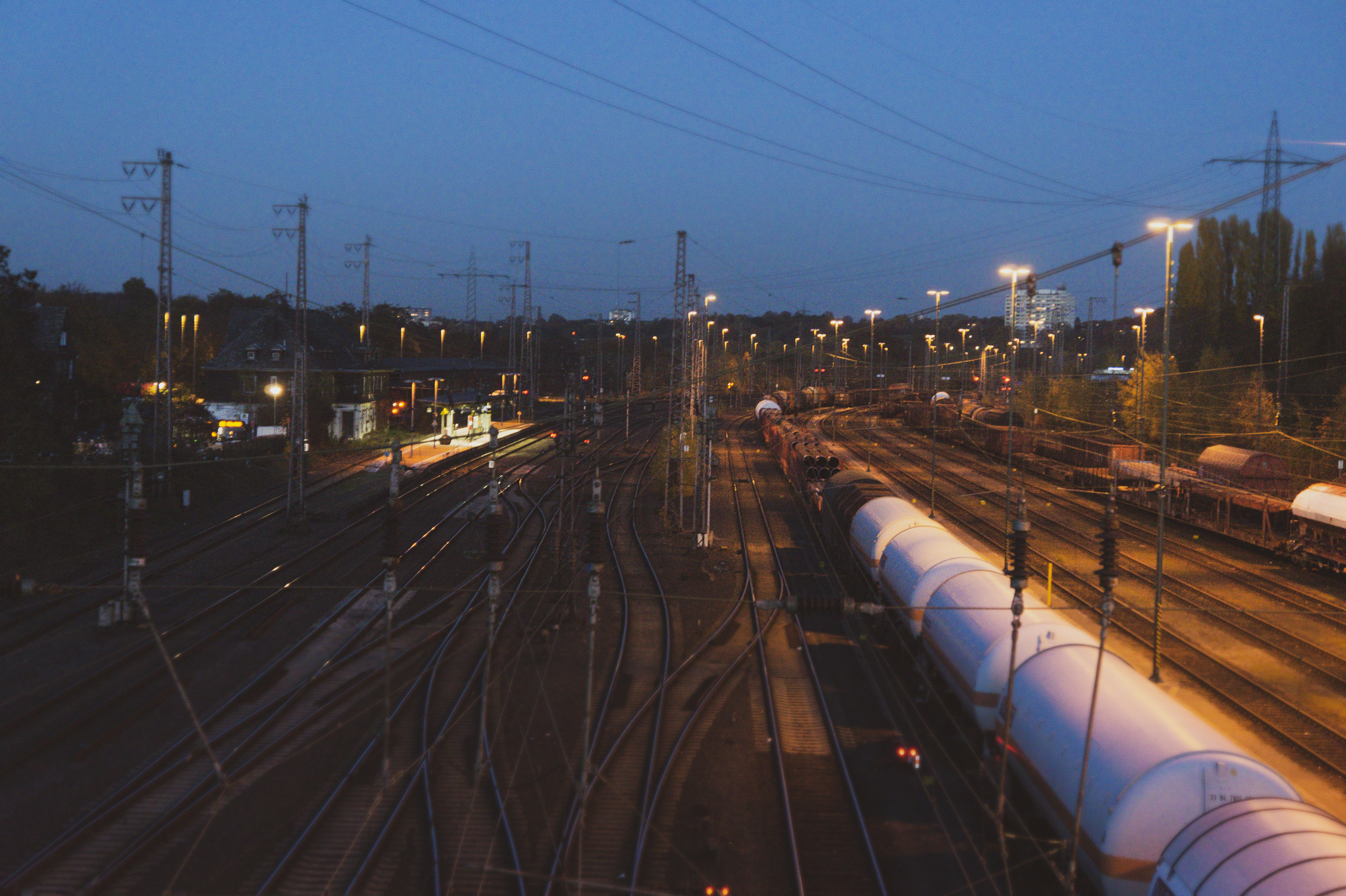
Rangierbahnhof Vorhalle

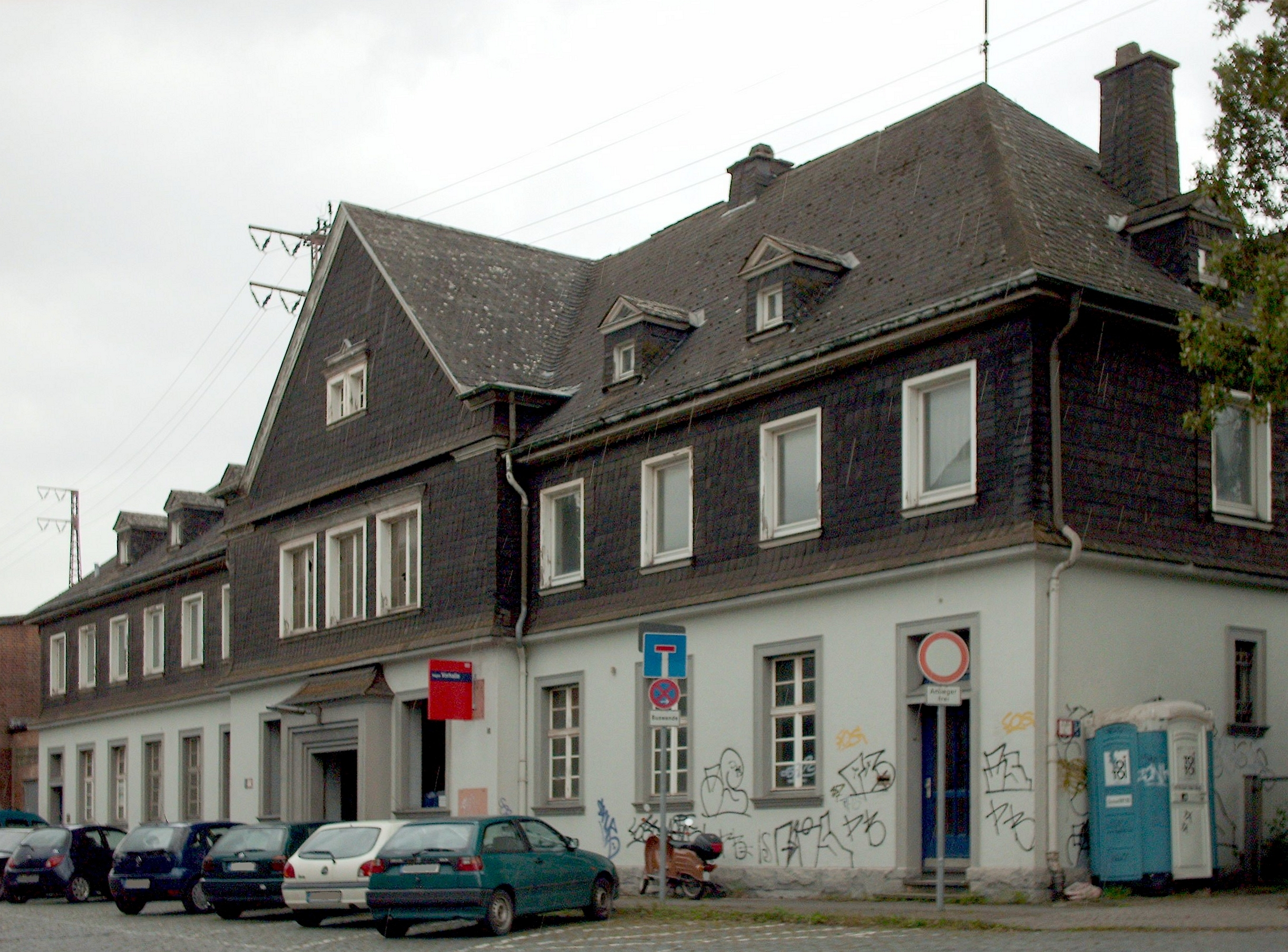
Empfangsgebäude des Personenbahnhofs

Der Bahnhof Hagen-Vorhalle ist ein Rangierbahnhof im Hagener Ortsteil Vorhalle mit überregionaler Bedeutung und ein Personenbahnhof für den Nahverkehr. Er wurde in seiner heutigen Form 1910 in Betrieb genommen und gehört heute zu den neun großen Rangierbahnhöfen Deutschlands, die das Rückgrat des im Jahr 2006 aufgenommenen Produktionsprogrammes 200X der damaligen Railion Deutschland AG (heute DB Cargo) bilden. Der Regionalbahnhof für den Personenverkehr liegt an der Ruhrtalbahn und der Bahnstrecke Elberfeld–Dortmund. Er wurde am 9. März 1849 als Bahnhof Herdecke eröffnet. Spätere Namen waren in den 1880er Jahren Herdecke Süd, anschließend Herdecke Vorhalle und seit 1912 Vorhalle, bis der Bahnhof in den 1950er Jahren seinen heutigen Namen erhielt.
Die Anschrift ist Brüninghausstr. 13, 58089 Hagen.

## Rangierbahnhof
Der Rangierbahnhof verfügt über elf Einfahrgleise, zwei Berggleise und 40 Richtungsgleise von bis zu 920 Meter Nutzlänge. Die ablaufenden Eisenbahngüterwagen beziehungsweise -wagengruppen werden hinter dem Ablaufberg durch vier Talbremsen abgebremst. Die Laufzielbremsung erfolgt vollautomatisch durch eine Kaskade aus Talbremsen und Richtungsgleisbremsen. Im Anschluss werden die abgelaufenen Wagen durch Eisenbahnwagenförderanlagen zum Kuppeln beigedrückt. Im Tal werden die Wagen und die Hauptluftleitungen gekuppelt, die anschließende Bremsprobe erfolgt über eine funkferngesteuerte Bremsprobeanlage.
Die gesamte Rangiertechnik wird zentral vom elektronischen Stellwerk Vwf gesteuert. Der Ablaufbetrieb wird vollautomatisch abgewickelt. Ein Eingriff durch den Stellwerksbediener (Weichenwärter) wird im Ablaufbetrieb nur im Störungsfall notwendig sein.
Der Rangierbahnhof wurde zwischen 2004 und 2006 durch DB Netz (Tochter der Deutschen Bahn, heute DB InfraGO) modernisiert. Im Jahr 2004 wurden 23 der 40 Richtungsgleise erneuert. In den Jahren 2005 und 2006 wurden in alle 40 Richtungsgleise zusätzlich zu den vorhandenen Talbremsen Richtungsgleisbremsen eingebaut. Außerdem wurden alle Richtungsgleise mit Förderanlagen ausgerüstet, die die abgelaufenen Wagen über die gesamte Gleislänge bis zum nächsten Wagen drücken.
Die Inbetriebnahme der vollautomatischen Ablaufanlage erfolgte im Januar 2007. Ab 2008 sollte in Hagen-Vorhalle auch eine vom Stellwerk funkferngesteuerte Rangierlokomotive zum Einsatz kommen. Durch die Modernisierung wurden die Zugbildungszeiten und auch der Personalbestand im Rbf Hagen-Vorhalle deutlich gesenkt.

## Personenbahnhof
Der Personenbahnhof Hagen-Vorhalle hatte ursprünglich neben dem Empfangsgebäude zwei Mittelbahnsteige, von denen heute der nördliche mit zwei Gleisen übrig ist. Der Bahnhof ist ein Durchgangsbahnhof und gehört der Preisklasse 5 an. Das Empfangsgebäude ist in die Rückbauplanung der DB Station&Service AG aufgenommen worden und sollte 2020 abgerissen werden. Zu einem Rückbau kam es jedoch zunächst nicht.
Die nördlich am Bahnhof vorbeiführende Strecke von Herdecke hatte keinen Bahnsteig.
Derzeit halten folgende Linien in Hagen-Vorhalle:
| Linie | Linienverlauf | Takt   | Betreiber |
| ----- | --- | ------ | --------- |
| RB 40 | Ruhr-Lenne-Bahn: Essen Hbf – Essen-Kray Süd – Wattenscheid – Bochum Hbf – Witten Hbf – Wetter (Ruhr) – Hagen-Vorhalle – Hagen Hbf Stand: Fahrplanwechsel Dezember 2021 | 60 min | DB Regio  |
| S 5   | Dortmund Hbf – Dortmund-Barop – Dortmund-Kruckel – Witten-Annen Nord – Witten Hbf – Wetter (Ruhr) – Hagen-Vorhalle – Hagen Hbf Stand: Fahrplanwechsel Dezember 2023    | 60 min | DB Regio  |

Zudem halten drei Buslinien an der Station. Die Bedienung mit den Linien 516 und 538 (ehemals 536) ist erst seit 2010 nach einem Straßenneubau möglich, vorher konnte ausschließlich die Linie aus Herdecke den Bahnhof anfahren:
| Linie | Linienverlauf | Takt (Mo–Fr)            | Betreiber              |
| ----- | --- | ----------------------- | ---------------------- |
| 376   | Hagen, Vorhalle Bf / Herdecke, Friedrich-Harkort-Gymnasium – Herdecke Mitte – Herdecke Bf – Kirchende – Westende – Witten, Auf dem Schnee – Witten Rathaus – Witten Hbf (→ Heven → Bochum-Querenburg, Ruhr-Universität ) (nur einzelne Fahrten morgens an Schultagen und zur Vorlesungszeit) | 60 min                  | Bogestra               |
| 516   | Vorhalle Bf – Vorhalle Mitte – Eckesey – Hagen Hauptbahnhof – Theater – Stadtmitte – Markt – Oberhagen – Eilpe – Eilperfeld | 30 min (nicht sonntags) | Hagener Straßenbahn AG |
| 538   | Vorhalle Bf – Vorhalle Mitte – Ziegelei – Eckesey – Boele – Kabel – Garenfeld – Berchum – Hohenlimburg Lennebad – Hohenlimburg Bahnhof – Obernahmer | 60 min (nicht sonntags) | Hagener Straßenbahn AG |